# Station Sealdah

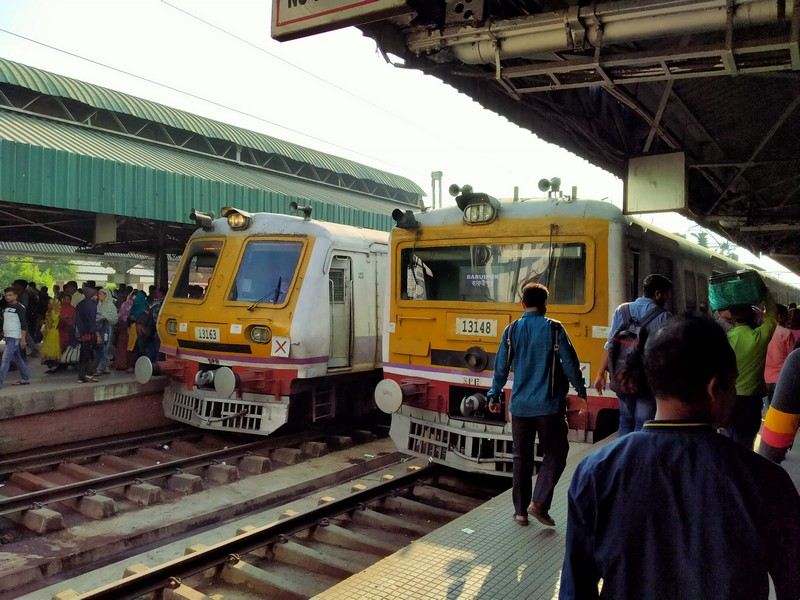

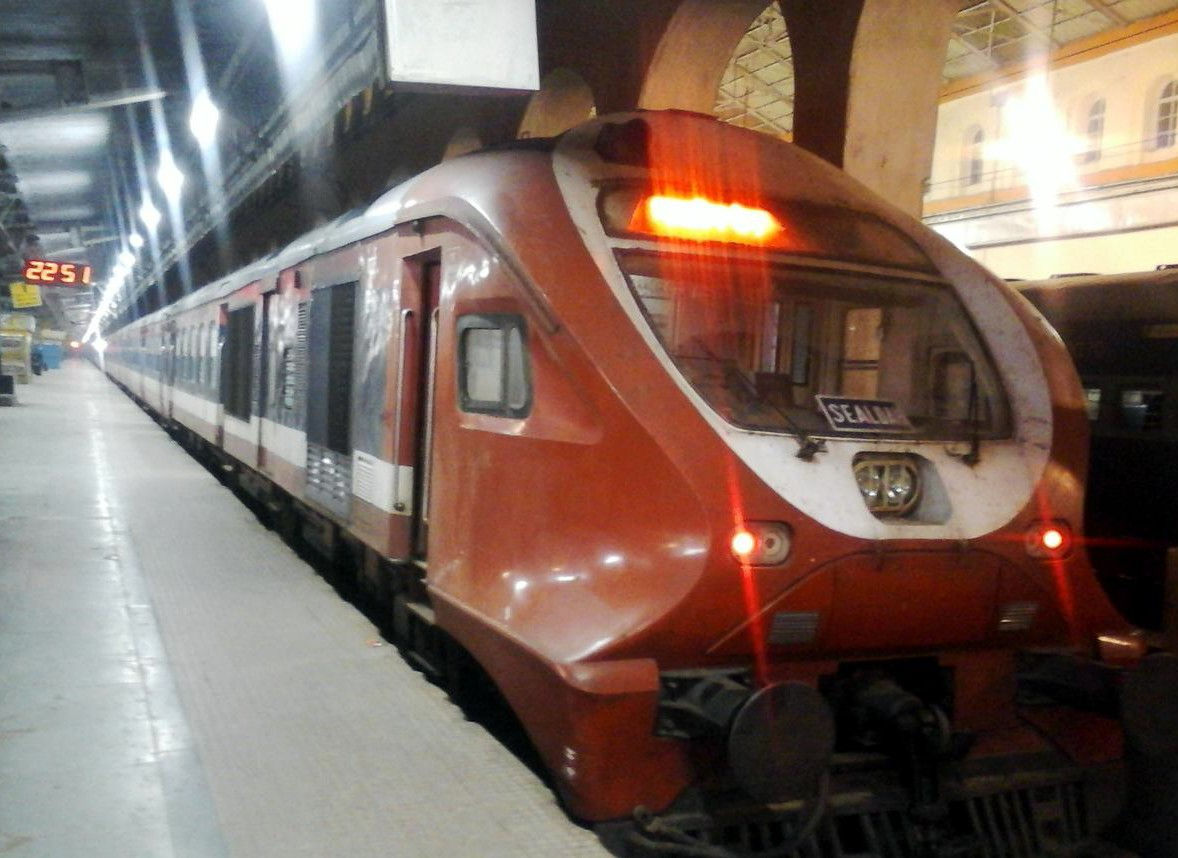

Het treinstation van Sealdah of Sealdah Station (Bengaals: শিয়ালদহ রেলওয়ে স্টেশন) is een treinstation in de wijk Sealdah van Kolkata in de deelstaat West-Bengalen van India. Jaarlijks gebruiken 438 miljoen treinreizigers het station.
Sealdah is het op een na grootste en drukste spoorwegcomplex in India, evenals een van de drukste en grootste treinstations ter wereld, enkel voorafgegaan door enkele Japanse stations en het in dezelfde metropool Kolkata gelegen station Haora. Sealdah is een van de vijf grote intercitystations die het grootstedelijk gebied van Kolkata bedienen, de andere zijn Howrah, Santragachi, Shalimar en het centrale station van Kolkata. Sealdah telt dagelijks tot anderhalf miljoen passagiers. 
In het station is eveneens het gelijknamige metrostation van de metro van Kolkata geïntegreerd, dat gelegen is op de Green Line, of lijn 2. Het werd ingehuldigd op 11 juli 2022.
Het station was de terminus van de Oost-Bengaalse spoorweg, de spoorverbinding naar Kushtia werd ingehuldigd op 2 december 1862.